# ألكسندرا فيشر
ألكسندرا فيشر هي منافسة ألعاب القوى كازاخستانية، ولدت في 3 يونيو 1988 في بافلودار في كازاخستان.

## وصلات خارجية
- ألكسندرا فيشر على موقع الاتحاد الدولي لألعاب القوى (الإنجليزية)
- ألكسندرا فيشر على موقع أوليمبيديا (الإنجليزية)